# Campionati europei di lotta 2011
I campionati europei di lotta 2011 sono stati la 63ª edizione della manifestazione continentale organizzata dalla FILA. Si sono svolti dal 29 marzo al 3 aprile 2011 a Dortmund, in Germania.

## Podi

### Lotta libera maschile
| Evento | Oro                  | Argento                  | Bronzo                               |
| 55 kg  | Dzhamal Otarsultanov | Vladimer Khinchegashvili | Uladzislau Andreyeu Mahmud Magomedov |
| 60 kg  | Opan Sat             | Sahit Prizreni           | Anatoli Guidea Vasyl Fedoryshyn      |
| 66 kg  | Cəbrayıl Həsənov     | Leonid Bazan             | Adam Batirov Arasch Saba Bolaghi     |
| 74 kg  | Denis Tsargush       | Musa Murtazaliev         | Gábor Hatos Davit Khutsishvili       |
| 84 kg  | Anzor Urishev        | Dato Marsagishvili       | Sharif Sharifov Stefan Gheorghita    |
| 96 kg  | Xetaq Qazyumov       | Vladislav Baytsaev       | Pavlo Oliynyk Nicolai Ceban          |
| 120 kg | Fatih Çakıroğlu      | Aliaksei Shamarau        | Dániel Ligeti Camaləddin Maqomedov   |

### Lotta greco-romana maschile
| Evento | Oro                   | Argento          | Bronzo                               |
| 55 kg  | Roman Amoyan          | Vyuhar Rahimov   | Elbek Tazhyieu Eldaniz Azizli        |
| 60 kg  | Revaz Lashkhi         | Ivo Angelov      | Mustafa Saglam Hasan Aliyev          |
| 66 kg  | Ambako Vachadze       | Tamás Lőrincz    | Vitali Rəhimov Aleksandar Maksimović |
| 74 kg  | Rafiq Huseynov        | Péter Bácsi      | Roman Vlasov Christophe Guénot       |
| 84 kg  | Vasyl Rachyba         | Alan Khugayev    | Artur Shahinyan Hristo Marinov       |
| 96 kg  | Tsimafei Dzeinichenka | Artur Aleksanyan | Shalva Gadabadze Elis Guri           |
| 120 kg | Khasan Baroev         | Rıza Kayaalp     | Yuri Patrikeev Mihály Deák-Bárdos    |

### Lotta libera femminile
| Evento | Oro                  | Argento             | Bronzo                             |
| 48 kg  | Marija Stadnyk       | Khrystyna Daranutsa | Cristina Croitoru Iwona Matkowska  |
| 51 kg  | Yuliya Blahinya      | Estera Dobre        | Natalia Budu Ekatarina Krasnova    |
| 55 kg  | Ida-Theres Nerell    | Ludmila Cristea     | Maria Gurova Katarzyna Krawczyk    |
| 59 kg  | Yuliya Ratkeviç      | Georgiana Paic      | Olga Butkevych Hanna Vasylenko     |
| 63 kg  | Yuliya Ostapchuk     | Taybe Yusein        | Inna Trazhukova Olesya Zamula      |
| 67 kg  | Nadya Sementsova     | Alina Makhynia      | Yvonne Englich Hanna Savenia       |
| 72 kg  | Kateryna Burmistrova | Vasilisa Marzaliuk  | Stanka Zlateva Agnieszka Wieszczek |

## Classifica squadre
| Pos. | Lotta libera maschile | Lotta libera maschile | Lotta greco-romana | Lotta greco-romana | Lotta libera femminile | Lotta libera femminile |
| Pos. | Squadra               | Punti                 | Squadra            | Punti              | Squadra                | Punti                  |
| ---- | --------------------- | --------------------- | ------------------ | ------------------ | ---------------------- | ---------------------- |
| 1    | Russia                | 59                    | Russia             | 44                 | Ucraina                | 59                     |
| 2    | Azerbaigian           | 50                    | Azerbaigian        | 42                 | Azerbaigian            | 43                     |
| 3    | Georgia               | 40                    | Armenia            | 41                 | Romania                | 32                     |
| 4    | Bielorussia           | 29                    | Ungheria           | 34                 | Russia                 | 31                     |
| 5    | Turchia               | 27                    | Bulgaria           | 31                 | Polonia                | 29                     |
| 6    | Bulgaria              | 27                    | Turchia            | 30                 | Bielorussia            | 27                     |
| 7    | Ungheria              | 23                    | Bielorussia        | 23                 | Germania               | 23                     |
| 8    | Germania              | 22                    | Georgia            | 20                 | Lettonia               | 22                     |
| 9    | Ucraina               | 20                    | Ucraina            | 19                 | Bulgaria               | 19                     |
| 10   | Romania               | 18                    | Romania            | 13                 | Francia                | 18                     |

## Medagliere
| Pos.   | Paese         | Oro | Argento | Bronzo | Totale |
| ------ | ------------- | --- | ------- | ------ | ------ |
| 1      | Russia        | 6   | 2       | 5      | 13     |
| 2      | Azerbaigian   | 6   | 0       | 8      | 14     |
| 3      | Ucraina       | 4   | 3       | 3      | 10     |
| 4      | Bielorussia   | 1   | 2       | 3      | 6      |
| 5      | Armenia       | 1   | 2       | 2      | 5      |
| 6      | Georgia       | 1   | 2       | 1      | 4      |
| 7      | Turchia       | 1   | 1       | 1      | 3      |
| 8      | Svezia        | 1   | 0       | 0      | 1      |
| 9      | Bulgaria      | 0   | 3       | 4      | 7      |
| 10     | Ungheria      | 0   | 2       | 3      | 5      |
| 11     | Romania       | 0   | 2       | 2      | 4      |
| 12     | Moldavia      | 0   | 1       | 2      | 3      |
| 13     | Albania       | 0   | 1       | 0      | 1      |
| 14     | Polonia       | 0   | 0       | 3      | 3      |
| 15     | Germania      | 0   | 0       | 2      | 2      |
| 16     | Francia       | 0   | 0       | 1      | 1      |
| 16     | Gran Bretagna | 0   | 0       | 1      | 1      |
| 16     | Serbia        | 0   | 0       | 1      | 1      |
| Totale | Totale        | 21  | 21      | 42     | 84     |